# Liste der Monuments historiques in Pluduno
Die Liste der Monuments historiques in Pluduno führt die Monuments historiques in der französischen Gemeinde Pluduno auf.

## Liste der Bauwerke
| Bezeichnung            | Beschreibung                                      | Standort              | Kennzeichnung | Schutzstatus | Datum | Bild           |
| ---------------------- | ------------------------------------------------- | --------------------- | ------------- | ------------ | ----- | -------------- |
| Schloss Monchoix       | Erbaut in der zweiten Hälfte des 18. Jahrhunderts | (Lage)                | PA22000017    | Inscrit      | 2004  | weitere Bilder |
| Manoir de Boisfeuillet | Herrenhaus, erbaut im 17. Jahrhundert             | (Lage)                | PA00089526    | Inscrit      | 1927  |                |
| Monolithisches Kreuz   | 1780                                              | La Ville Echet (Lage) | PA00089525    | Inscrit      | 1926  | weitere Bilder |

## Liste der Objekte
- Monuments historiques (Objekte) in Pluduno in der Base Palissy des französischen Kultusministeriums